# I Got You On Tape
I Got You on Tape er et dansk rockband der blev dannet i foråret 2004 i København. Flere af musikerne kommer fra den den danske jazz-scene, men efter eget udsagn valgte frontmand Jacob Bellens ikke en besætning af jazz-musikere til sit rockband, fordi han var ude efter en særligt jazzet lyd. Han synes bare, de fire jazz-drenge spillede godt.
Bandet består, udover forsanger Jacob Bellens, som har gjort sig bemærket i bandet Murder, af musikere kendt fra et bredt udsnit af den københavnske musikscene (bl.a. Beautiful Day, Mouritz, Anderskov Accident m.fl.).  Bandets musik er blevet beskrevet som et møde mellem Joy Division og 60'er-fænomenet Love, og musikken favner bredt i dens mange referencer til rockhistorien. Af inspirationskilder nævner de selv Scott Walker og britiske The Fall.
Bandets selvbetitlede debutalbum I Got You On Tape udkom på Nikolaj Nørlunds pladeselskab Auditorium i 2006. Deres andet album 2 kom på gaden i 2007, hvor man bl.a. kunne finde nummeret "Somersault".
I oktober 2009 udkom albummet Spinning For the Cause og I Got You On Tape var blevet reduceret til en kvartet, idet guitarist Jakob Bro havde forladt bandet tidligere på året.
I Got You On Tape vandt "P3 Prisen" og de medfølgende 100.000 kroner ved P3 Guld den 15. januar 2010.

## Diskografi
- I Got You On Tape (2006)
- 2 (2007)
- Spinning for the Cause (2009)
- TNT (Single) (2010)
- Church of the Real (2011)
- 0 (2023)

## Medlemmer
| Nuværende - Jacob Bellens – vokal, keyboard (2006-i dag) - Jacob Funch – guitar (2006-i dag) - Jeppe Skovbakke – bass (2006-i dag) - Rune Kielsgaard – trommer (2006-i dag) | Tidligere - Jakob Bro – guitar (2006-2009) |